# Sylvamo

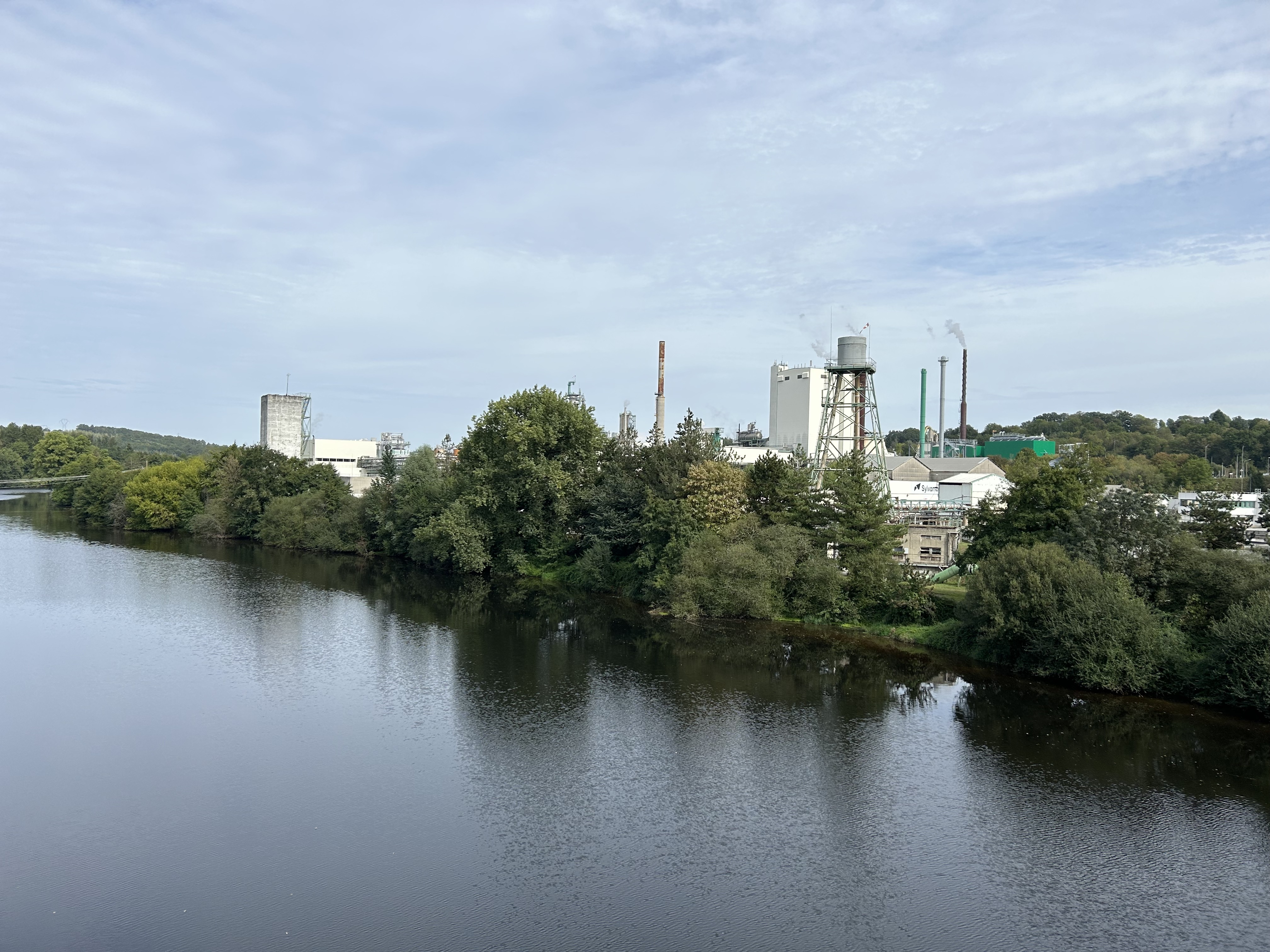
L'usine Sylvamo de Saillat-sur-Vienne, en France.

Sylvamo est une entreprise papetière américaine basée à Memphis dans le Tennessee.
En 2022, elle emploie environ 6 000 personnes en Europe, en Amérique latine et en Amérique du Nord.
Sylvamo Europe, dont le siège social est situé à Bruxelles, en Belgique, exploite l'usine de pâte et de papier de Saillat-sur-Vienne en France, y compris les filiales forestières de l'usine, un centre de services partagés à Cracovie, en Pologne, et des bureaux commerciaux dans toute la zone Europe. Depuis 2022 Sylvamo possède aussi une usine à Nymölla en Suède, qu'elle a achetée à Stora Enso.
En France, l'usine de Saillat-sur-Vienne emploie environ 700 personnes. Située dans le Limousin, l'usine produit de la pâte et du papier. Elle est certifiée ISO 9001, ISO 14001, ISO 45001, FSC, PEFC, Ecolabel et Origine France Garantie (OFG), et possède deux filiales forestières : CBB pour l'approvisionnement en bois et Forêt Services pour la gestion durable des forêts. En 2024 la société Verso Energy envisage de créer à proximité une unité de production de carburant durable d'aviation qui utiliserait le dioxyde de carbone émis par Sylvamo
Spécialiste du greenwashing, Sylvamo pratique des coupes rases dans les forêts françaises fesant fi des règlementation, de l'environnement, des périodes de nidification. Laissant derrière leur passage des terrains désolés, notamment après la coupe de 16 hectares dans le Limousin 